# Loliodinae
Loliodinae, nadpodtribus trava opisan 2017.. Uključena podplemena: Ammochloinae, Dactylidinae, Loliinae, Parapholiinae.
To su trajnice i jednogodišnje bilje. Tip je Lolium L.

## Rasprostranjenost:
Rasprostranjenost: Festuca je rasprostranjena diljem svijeta, ali osim Megalachne i Podophorus s otočja Juan Fernandez s obale Čilea, ostali rodovi ograničeni su na istočnu hemisferu, uglavnom oko Sredozemlja; Pseudobromus je afrički.